# Thế vận hội Mùa đông 2022
Thế vận hội Mùa đông 2022 (tiếng Anh: XXIV Olympic Winter Games, tiếng Pháp: Les XXIVème Jeux olympiques d'hiver; tiếng Trung: 第二十四届冬季奥林匹克运动会; bính âm: Dì Èrshísì Jiè Dōngjì Àolínpǐkè Yùndònghuì, Đệ nhị thập tứ Giới Đông quý Olympic vận động hội), và thường được gọi là Bắc Kinh 2022, là một sự kiện thể thao đa môn quốc tế sẽ diễn ra ở Bắc Kinh và các thị trấn ở vùng lận cận tỉnh Hà Bắc, Trung Quốc, từ ngày 10–26 tháng 2 năm 2022. Đã có 3 địa điểm là ứng cử viên để tranh quyền đăng cai là Bắc Kinh của Trung Quốc, Almaty của Kazakhstan và Oslo của Na Uy, tuy nhiên thủ đô Oslo của Na Uy đã rút lui vào ngày 1 tháng 10 năm 2014. Cuối cùng, thủ đô Bắc Kinh của Trung Quốc đã giành quyền đăng cai vào tháng 7 năm 2015, kết quả được thông báo ngày 31 tháng 7 năm 2015 bởi Ủy ban Olympic Quốc tế sau Buổi họp hội nghị thứ 128 của Ủy ban Olympic Quốc tế ở Kuala Lumpur, Malaysia.
Đây là Thế vận hội Mùa đông lần thứ tư được tổ chức tại châu Á sau các kỳ Thế vận hội Mùa đông 1972 ở Sapporo (Nhật Bản), Thế vận hội Mùa đông 1998 ở Nagano (Nhật Bản) và Thế vận hội Mùa đông 2018 ở Pyeongchang (Hàn Quốc); đồng thời Bắc Kinh cũng trở thành thành phố đầu tiên trên thế giới đăng cai cả Thế vận hội Mùa hè cũng như Thế vận hội Mùa đông.
Thế vận hội Mùa đông 2022 sẽ là kì Thế Vận Hội lần thứ 2 được tổ chức ở Bắc Kinh sau Thế Vận Hội Mùa Hè 2008. Đồng thời, đây là Thế vận hội thứ ba liên tiếp được tổ chức ở các thành phố tại châu Á. Trước đó, Thế vận hội Mùa đông 2018 diễn ra tại Pyeongchang (Hàn Quốc). Sau đó 3 năm, Thế vận hội Mùa hè 2020 sẽ diễn ra tại Thủ đô Tokyo của Nhật Bản.
Ngay sau khi Bắc Kinh được chọn, giới phân tích cho rằng khí hậu và địa hình của thành phố này không phù hợp cho Thế vận hội Mùa đông vì thực tế nó không phải là thành phố miền núi và có nhiều tuyết, hai điều kiện quan trọng cho các môn thể thao mùa đông. Giới chức Bắc Kinh dự định sẽ tổ chức các môn thể thao tại Diên Khánh và Trương Gia Khẩu nằm ở ngoại ô thành phố, nhưng những địa điểm này vẫn rất ít tuyết. Có thể họ sẽ phải dùng phương án bơm tuyết nhân tạo như tiền lệ ở Thế vận hội Mùa đông 2014 diễn ra ở Sochi, Nga.

## Kết quả bầu chọn
| Bắc Kinh | Trung Quốc | 44 |
| Almaty   | Kazakhstan | 40 |

## Địa điểm

Vị trí của 3 cụm Bắc Kinh 2022

Việc Ủy ban đấu thầu Thế vận hội Bắc Kinh công bố kế hoạch địa điểm cho Thế vận hội Mùa đông 2022 vào ngày 20 tháng 2 năm 2014: năm sự kiện băng sẽ được tổ chức tại Trung tâm Olympic, sân vận động trong nhà Thủ đô và Trung tâm Thể thao Ngũ Khỏa Tùng Bắc Kinh, đó đã là một số trong những địa điểm chính của Thế vận hội Mùa hè 2008. Cuộc thi đấu cho xe trượt băng theo rãnh 2 người, xe trượt băng theo rãnh 4 người và trượt tuyết trên núi sẽ được tổ chức tại khu vực núi Xiaohaituo ở huyện Diễn Khánh phía tây bắc của Bắc Kinh, khoảng 90 kilômét (56 dặm) từ trung tâm thành phố bằng cách sử dụng tuyết nhân tạo được sự hiếm có của tuyết tự nhiên trong khu vực này. Tất cả các sự kiện trượt tuyết khác sẽ được tổ chức tại khu vực Taizicheng ở huyện Sùng Lễ, Trương Gia Khẩu, trong tầm nhìn của Vạn Lý Trường Thành, 220 kilômét (140 dặm) từ trung tâm thành phố Bắc Kinh và 130 kilômét (81 dặm) từ khu vực núi Xiaohaituo.

### Cụm Bắc Kinh
Địa điểm Olympic Green
- Trung tâm thể thao dưới nước quốc gia Bắc Kinh – bi đá trên băng hiện có/ cải tạo
- Sân vận động trong nhà quốc gia Bắc Kinh – khúc côn cầu trên băng hiện có
- Sân vận động Quốc gia Bắc Kinh – lễ khai mạc và bế mạc 80.000 hiện có
- Làng Olympic Bắc Kinh
- Trượt tuyết tốc độ quốc gia Oval – trượt băng tốc độ 12,000 mới
- Trung tâm hội nghị quốc gia Trung Quốc – MPC/IBC hiện có

Địa điểm khác
- Sân vận động trong nhà Thủ đô – trượt băng nghệ thuật, trượt băng tốc độ cự ly ngắn 15,000 hiện có
- Trung tâm Thể thao Ngũ Khỏa Tùng – khúc côn cầu trên băng hiện có

### Cụm Diễn Khánh
- Sân bãi trượt tuyết trên núi Xiaohaituo – trượt tuyết đổ đèo
- Đường đua Xe trượt lòng máng và Luge Xiaohaituo – Xe trượt lòng máng (xe trượt băng theo rãnh 2-4 người), Trượt băng nằm ngửa (xe trượt băng theo rãnh 1-2 người), Trượt băng nằm sấp (xe trượt băng theo rãnh 1 người) mới
- Yanqing MMC: Trung tâm phương tiện truyền thống
- Làng Olympic Diễn Khánh mới

### Cụm Trương Gia Khẩu
- Sân bãi trượt tuyết bắn súng Kuyangshu – trượt tuyết băng đồng, Hai môn phối hợp Bắc Âu (trượt tuyết băng đồng)
- Sân bãi Trượt tuyết nhảy xa Kuyangshu – Trượt tuyết nhảy xa, Hai môn phối hợp Bắc Âu (trượt tuyết nhảy xa)
- Hualindong Ski Resort – Hai môn phối hợp
- Khách sạn Genting – Trung tâm phương tiện truyền thống
- Genting Ski Resort – trượt ván trên tuyết (slopestyle, halfpipe), trượt tuyết tự do
- Taiwu Ski Resort – trượt ván trên tuyết (cross), trượt tuyết nhào lộn
- Wanlong Ski Resort – trượt ván trên tuyết (parallel slalom)
- Làng Olympic Trương Gia Khẩu mới

## Các môn thi đấu
15 môn thể thao được lên kế hoạch trong chương trình Thế vận hội Mùa đông 2022. Trượt băng nghệ thuật sẽ bao gồm ba môn - trượt băng nghệ thuật, trượt băng tốc độ và trượt băng tốc độ cự ly ngắn - trong khi trượt tuyết sẽ được đại diện bởi sáu môn - trượt tuyết đổ đèo, trượt tuyết băng đồng, trượt tuyết tự do, hai môn phối hợp Bắc Âu, trượt tuyết nhảy xa và trượt ván trên tuyết. Nội dung xe trượt băng theo rãnh 4 người sẽ được thi đấu trong cả môn Xe trượt lòng máng (xe trượt băng theo rãnh 4 người) và Trượt băng nằm sấp (xe trượt băng theo rãnh 1 người). Bốn môn thể thao còn lại là hai môn phối hợp, bi đá trên băng, khúc côn cầu trên băng và Trượt băng nằm ngửa (xe trượt băng theo rãnh 2 người).
- Trượt tuyết đổ đèo  (chi tiết)

- Hai môn phối hợp  (chi tiết)

- Xe trượt lòng máng  (chi tiết)

- Trượt tuyết băng đồng  (chi tiết)

- Bi đá trên băng  (chi tiết)

- Trượt băng nghệ thuật  (chi tiết)

- Trượt tuyết tự do  (chi tiết)

- Khúc côn cầu trên băng  (chi tiết)

- Trượt băng nằm ngửa  (chi tiết)

- Hai môn phối hợp Bắc Âu  (chi tiết)

- Trượt băng tốc độ cự ly ngắn  (chi tiết)

- Trượt băng nằm sấp  (chi tiết)

- Trượt tuyết nhảy xa  (chi tiết)

- Trượt ván trên tuyết  (chi tiết)

- Trượt băng tốc độ  (chi tiết)

## Bảng tổng sắp huy chương
| Hạng                | NOC                 | Vàng | Bạc | Đồng | Tổng số |
| ------------------- | ------------------- | ---- | --- | ---- | ------- |
| 1                   | Na Uy               | 16   | 8   | 13   | 37      |
| 2                   | Đức                 | 12   | 10  | 4    | 26      |
| 3                   | Trung Quốc          | 9    | 4   | 2    | 15      |
| 4                   | Hoa Kỳ              | 8    | 10  | 7    | 25      |
| 5                   | Thụy Điển           | 8    | 5   | 5    | 18      |
| 6                   | Hà Lan              | 8    | 5   | 4    | 17      |
| 7                   | Áo                  | 7    | 7   | 4    | 18      |
| 8                   | Thụy Sĩ             | 7    | 2   | 6    | 15      |
| 9                   | Ủy ban Olympic Nga  | 6    | 12  | 14   | 32      |
| 10                  | Pháp                | 5    | 7   | 2    | 14      |
| 11–29               | Các nước còn lại    | 23   | 39  | 48   | 110     |
| Tổng số (29 đơn vị) | Tổng số (29 đơn vị) | 109  | 109 | 109  | 327     |

## Lịch thi đấu
| OC | Lễ khai mạc | ● | Cuộc thi nội dung | 1 | Nội dung huy chương vàng | EG | Biểu diễn gala | CC | Lễ bế mạc |

| Tháng 2, 2023                   | Tháng 2, 2023                   | Th4 2 | Th5 3 | Th6 4 | Th7 5 | CN 6 | Th2 7 | Th3 8 | Th4 9 | Th5 10 | Th6 11 | Th7 12 | CN 13 | Th2 14 | Th3 15 | Th4 16 | Th5 17 | Th6 18 | Th7 19 | CN 20 | Nội dung        |
| ------------------------------- | ------------------------------- | ----- | ----- | ----- | ----- | ---- | ----- | ----- | ----- | ------ | ------ | ------ | ----- | ------ | ------ | ------ | ------ | ------ | ------ | ----- | --------------- |
| Nghi lễ                         | Nghi lễ                         |       |       | OC    |       |      |       |       |       |        |        |        |       |        |        |        |        |        |        | CC    | —               |
| Trượt tuyết đổ đèo              | Trượt tuyết đổ đèo              |       |       |       |       | 1    | 1     | 1     | 1     | 1      | 1      |        | 1     |        | 1      | 1      | 1      |        | 1      |       | 11              |
| Hai môn phối hợp                | Hai môn phối hợp                | 1     |       |       |       | 1    | 1     | 1     |       | 1      | 1      |        | 1     |        | 1      | 1      |        |        | 1      |       | 11              |
| Xe trượt lòng máng              | Xe trượt lòng máng              |       |       |       |       |      | ●     | 1     |       | ●      | 1      | 4      |       |        | 1      |        |        |        | 1      |       |                 |
| Trượt tuyết băng đồng           | Trượt tuyết băng đồng           | 1     | 1     |       | 2     | 1    | 1     | 1     | 1     |        | 1      |        | 2     |        | 12     |        |        |        | 1      |       |                 |
| Bi đá trên băng                 | Bi đá trên băng                 | ●     | ●     | ●     | ●     | ●    | ●     | 1     | ●     | ●      | 1      | ●      | ●     | ●      | ●      | ●      | ●      | ●      | 1      | ●     | 3               |
| Trượt băng nghệ thuật           | Trượt băng nghệ thuật           |       |       | ●     |       | ●    | 1     | ●     |       | 1      |        |        | ●     | 1      |        | ●      | 1      | EG     | 1      | ●     | 5               |
| Trượt tuyết tự do               | Trượt tuyết tự do               | ●     |       | 1     | 1     | ●    | 1     | 1     | 1     |        | ●      | 1      | 1     | 1      | 2      |        | 1      | 13     | 1      |       |                 |
| Khúc côn cầu trên băng          | Khúc côn cầu trên băng          | ●     | ●     | ●     | ●     | ●    | ●     | ●     | ●     | ●      | ●      | ●      | ●     | ●      | ●      | ●      | 1      | ●      | 1      | 2     |                 |
| Trượt băng nằm ngửa             | Trượt băng nằm ngửa             |       |       | ●     | 1     | ●    | 1     | 1     | 1     |        |        |        |       |        |        |        |        |        |        | 4     |                 |
| Hai môn phối hợp Bắc Âu         | Hai môn phối hợp Bắc Âu         |       |       |       |       |      | 1     | 1     | 1     | 3      |        |        |       |        |        |        |        |        |        |       |                 |
| Trượt băng tốc độ theo dõi ngắn | Trượt băng tốc độ theo dõi ngắn | 1     | 2     | 1     | 2     |      | 2     | 1     |       |        |        | 9      |       |        |        |        |        |        |        |       |                 |
| Trượt băng nằm sấp              | Trượt băng nằm sấp              |       |       | 1     |       | ●    | 1     |       |       | 2      |        |        |       |        |        |        |        |        |        |       |                 |
| Trượt tuyết nhảy xa             | Trượt tuyết nhảy xa             | 1     | 1     | 1     |       | ●    | 1     | 1     | 5     |        |        |        |       |        |        |        |        |        |        |       |                 |
| Trượt ván trên tuyết            | Trượt ván trên tuyết            | ●     | 1     | 1     | 2     | 1    | 1     | 2     | 1     | ●      | 2      | 11     |       |        |        |        |        |        |        |       |                 |
| Trượt băng tốc độ               | Trượt băng tốc độ               | 1     | 1     | 1     | 2     |      | 1     | 2     | 1     | 1      |        | 2      | 1     | 1      | 2      | 14     |        |        |        |       |                 |
| Nội dung huy chương hàng ngày   | Nội dung huy chương hàng ngày   | 0     | 0     | 0     | 6     | 7    | 8     | 10    | 6     | 8      | 7      | 6      | 7     | 5      | 9      | 7      | 6      | 4      | 9      | 4     | 109             |
| Tổng số tích lũy                | Tổng số tích lũy                | 0     | 0     | 0     | 6     | 13   | 21    | 31    | 37    | 45     | 52     | 58     | 65    | 70     | 79     | 86     | 92     | 96     | 105    | 109   | 109             |
| Tháng 2, 2023                   | Tháng 2, 2023                   | Th4 2 | Th5 3 | Th6 4 | Th7 5 | CN 6 | Th2 7 | Th3 8 | Th4 9 | Th5 10 | Th6 11 | Th7 12 | CN 13 | Th2 14 | Th3 15 | Th4 16 | Th5 17 | Th6 18 | Th7 19 | CN 20 | Tổng số sự kiện |

## Ủy ban Olympic quốc gia đang tham gia

Các quốc gia tham dự Thế vận hội Mùa đông 2022
Các quốc gia lần đầu tham gia Thế vận hội mùa đông
Vòng tròn màu vàng là thành phố chủ nhà (Bắc Kinh)

- Albania
- Samoa thuộc Mỹ
- Andorra
- Argentina
- Armenia
- Úc
- Áo
- Azerbaijan
- Belarus
- Bỉ
- Bolivia
- Bosna và Hercegovina
- Brasil
- Bulgaria
- Canada
- Chile
- Trung Quốc (Chủ nhà)
- Đài Bắc Trung Hoa
- Colombia
- Croatia
- Síp
- Cộng hòa Séc
- Đan Mạch
- Đông Timor
- Ecuador
- Eritrea
- Estonia
- Phần Lan
- Pháp
- Gruzia
- Đức
- Ghana
- Anh Quốc
- Hy Lạp
- Haiti
- Hồng Kông
- Hungary
- Iceland
- Ấn Độ
- Iran
- Ireland
- Israel
- Ý
- Jamaica
- Nhật Bản
- Kazakhstan
- Kosovo
- Kyrgyzstan
- Latvia
- Liban
- Liechtenstein
- Litva
- Luxembourg
- Madagascar
- Malaysia
- Malta
- México
- Moldova
- Monaco
- Mông Cổ
- Montenegro
- Maroc
- Hà Lan
- New Zealand
- Nigeria
- Bắc Macedonia
- Na Uy
- Pakistan
- Perú
- Philippines
- Ba Lan
- Bồ Đào Nha
- Puerto Rico
- Ủy ban Olympic Nga
- România
- San Marino
- Ả Rập Xê Út
- Serbia
- Slovakia
- Slovenia
- Hàn Quốc
- Tây Ban Nha
- Thụy Điển
- Thụy Sĩ
- Thái Lan
- Trinidad và Tobago
- Thổ Nhĩ Kỳ
- Ukraina
- Hoa Kỳ
- Uzbekistan
- Quần đảo Virgin thuộc Mỹ

## Tài trợ
| Nhà tài trợ tại Thế vận hội Mùa đông 2022 |
| --- |
| Cộng sự Olympic toàn cầu - Alibaba Group - Allianz - Atos - Bridgestone - The Coca-Cola Company - Menginu Dairy - Dow Chemical Company - General Electric - Intel - Omega SA - Panasonic - Procter & Gamble - Samsung Electronics - The Swatch Group - Omega SA - Tissot - Toyota - VISA - Groupe BPCE |
| Cộng sự chính thức - Air China - Anta Sports - Bank of China - CNPC - China Unicom - Shougang Group - Sinopec - State Grid Corporation of China - Yili Group |
| Nhà tài trợ chính thức - Beijing Beiao Group - Beijing Culture Investment Delopvement Group - Beijing Yanjing Berwery - Hangyuanxiang - Jinlongyu - Shunxin Agriculture - Tsingtao Berwery |
| Nhà cung cấp độc quyền chính thức - EF Education Frist - iFlytek |

## Bản quyền phát sóng
- Armenia - APMTV
- Châu Á - Dentsu
- Bỉ - RTBF, VRT
- Brazil - Grupo Globo
- Canada - CBC/Radio-Canada, TSN, RDS
- Trung Quốc - CCTV
- Châu Âu - Eurosport
- Pháp - France Télévision
- Đức - ARD, ZDF
- Hungary - MTVA
- Nga - VGTRK
- Nhật Bản - Japan Consrotium
- Kosovo - RTK
- Mỹ Latinh - Américan Móvil
- MENA - beiN Sports
- New Zealand - Sky Television
- Quần đảo Thái Bình Dương - Sky Television
- România - TVR
- Singapore - Mediacorp
- Hàn Quốc - SBS, MBC
- Nam Phi - SABC, SuperSport
- Châu Phi Hạ Sahara - Econet Media, Infront Sports and Media,  SuperSport
- Thái Lan - Plan B
- Hoa Kỳ - NBCUnivesal
- Anh Quốc - Eurosport, BBC

## Chỉ trích và bê bối

### Tẩy chay ngoại giao vì vi phạm nhân quyền
Cho đến tháng 3 năm 2021, hơn 180 tổ chức nhân quyền và chính trị gia đã kêu gọi Hoa Kỳ tẩy chay Thế vận hội Mùa đông 2022. Những lý do mà họ viện dẫn là sự đàn áp hoặc cưỡng bức Hán hóa người Duy Ngô Nhĩ và đàn áp những người hoạt động trong các cuộc biểu tình ở Hồng Kông vào năm 2019 và 2020. Chính sách độc đoán này được cho là làm Bắc Kinh không đủ tư cách để đăng cai Thế vận hội Mùa đông.
Vào ngày 3 tháng 12 năm 2021, Litva tuyên bố tẩy chay Thế vận hội Mùa đông sau khi Trung Quốc đình chỉ thương mại với Litva vì tranh chấp về địa vị của Đài Loan. Ba ngày sau, chính phủ Hoa Kỳ dưới thời Tổng thống Joe Biden tuyên bố sẽ không cử đại diện ngoại giao hoặc chính thức tới Thế vận hội Mùa đông. Những lý do được đưa ra là do vi phạm nhân quyền, bao gồm nạn diệt chủng người Duy Ngô Nhĩ ở khu tự trị Tân Cương. Trường hợp của vận động viên quần vợt Trung Quốc Bành Soái cũng góp phần đưa tới việc tẩy chay ngoại giao Thế vận hội. Một cuộc tẩy chay hoàn toàn được kiềm chế vì họ không muốn trừng phạt các vận động viên.  Úc, New Zealand, Canada và Vương quốc Anh đã tham gia cuộc tẩy chay ngoại giao. Sau cuộc tẩy chay ngoại giao do Joe Biden khởi xướng, chính phủ Hoa Kỳ đã nộp đơn xin thị thực cho 18 quan chức ở lại 3 tháng để đề nghị "hoạt động an ninh" cho Thế vận hội Mùa đông. Chính phủ Nhật Bản cũng tuyên bố rằng không có bộ trưởng nào của chính phủ tới dự Thế vận hội Mùa đông ở Trung Quốc. Các chính phủ ở Estonia, Latvia  và Bỉ cũng tẩy chay Thế vận hội Mùa đông về mặt ngoại giao. Vào ngày 29 tháng 12 năm 2021, Bộ trưởng Ngoại giao Đức Annalena Baerbock thông báo rằng bà sẽ không đến Trung Quốc tham dự Thế vận hội Mùa đông.